# Fix You
Fix You is de tweede single van Coldplays derde album X&Y. De single kwam uit op 5 september 2005, dit heeft Coldplay gedaan zodat ze geen competitie zouden krijgen van Oasis' The Importance of Being Idle (22 augustus) in de Britse hitlijsten.
Tijdens het schrijven van het nummer was zanger Chris Martin beïnvloed door de Britse band Muse, die een kerkorgel gebruikten in hun nummer "Megalomania" (van het album Origin of Symmetry). Om dat geluid na te maken gebruikte hij een oud keyboard dat Bruce Paltrow had gegeven aan Martins vrouw Gwyneth Paltrow. Martin heeft echter ook vaak gezegd dat het nummer een kopie is van Elbows Grace Under Pressure.
Het is het enige nummer van Coldplay waarin alle 4 de bandleden tegelijk zingen.
Het nummer werd gesteund door 60 alternatieve rock radiostations in de Verenigde Staten waaronder WNNX (Atlanta), KNDD (Seattle), XTRA (San Diego) en WFNX (Boston). Het nummer werd ook gespeeld in het populaire televisieprogramma The O.C. en in commercials voor King Kong. De band speelde het nummer ook op Saturday Night Live en Live8.
Het nummer kwam in de US Billboard Modern Rock Tracks hitlijst binnen op #18 op 28 augustus 2005. Ook stond het nummer #42 in de Billboard Pop 100, #24 in de Adult top 40 en #29 in de Hot Digital Songs hitlijst.
Op 14 september 2005 kon het nummer gekocht worden in de iTunes Music Store (later iTunes Store). De opbrengsten gingen naar het Amerikaanse Rode Kruis "Hurricane 2005 Relief" en naar de National Academy of Recording Arts & Sciences' MusiCares Hurricane Relief Fund. Het nummer werd ook gespeeld op Shelter from the Storm. Het is een huldenummer geworden voor de slachtoffers en werd ook het lied ervoor.
In sommige regio's is de single uitgekomen met Copy Control-bescherming.

## Nummers

### Verenigd Koninkrijk

#### CD
1. "Fix You" (edit)
2. "The World Turned Upside Down"
3. "Pour Me" (live in Hollywood Bowl)
4. "Fix You" (video)

#### 7"/10"/12" Vinyl
1. "Fix You" (edit)
2. "The World Turned Upside Down"

### Europa

#### CD
1. "Fix You" (edit)
2. "The World Turned Upside Down"

### Australië

#### CD
1. "Fix You" (edit)
2. "The World Turned Upside Down"
3. "Pour Me" (live in Hollywood Bowl)

### Japan

#### CD
1. "Fix You" (edit)
2. "The World Turned Upside Down"

### iTunes EP
1. "Fix You" (edit)
2. "The World Turned Upside Down"
3. "Pour Me" (live in Hollywood Bowl)
4. "Fix You" (live)

### Video
De videoclip van Fix You is opgenomen tijdens twee concerten op 4 en 5 juli 2005 in het Reebok Stadium te Bolton, Engeland. Ze hadden twee dagen nodig om de video compleet te maken, wat voor de bezoekers een extra was.
In het eerste gedeelte van de video loopt Chris Martin door de straten van Londen, terwijl de slogan "Make Trade Fair" is geprojecteerd op het National Film Theatre in dezelfde ITA2 kleurenschema als op de cover van X&Y. Als de gitaar inzet, rent Chris door de straten om uiteindelijk in het Reebok Stadium te eindigen voor de grote finale met de rest van de band.
Geruchten uit de VS volgens welke de video, gezien de locatie van de video-opnamen, een eerbetoon is aan de slachtoffers van terroristische aanslagen in Londen van 7 juli 2005 zijn incorrect. De video is opgenomen voor juli 2005.

## Hitnoteringen

### NederlandseSingle Top 100
| Hitnotering: (week 1 t/m 7) 10-09-2005 t/m 22-10-2005 Hitnotering: (week 8) 12-10-2013 Hitnotering: (week 9) 25-01-2014 | Hitnotering: (week 1 t/m 7) 10-09-2005 t/m 22-10-2005 Hitnotering: (week 8) 12-10-2013 Hitnotering: (week 9) 25-01-2014 | Hitnotering: (week 1 t/m 7) 10-09-2005 t/m 22-10-2005 Hitnotering: (week 8) 12-10-2013 Hitnotering: (week 9) 25-01-2014 | Hitnotering: (week 1 t/m 7) 10-09-2005 t/m 22-10-2005 Hitnotering: (week 8) 12-10-2013 Hitnotering: (week 9) 25-01-2014 | Hitnotering: (week 1 t/m 7) 10-09-2005 t/m 22-10-2005 Hitnotering: (week 8) 12-10-2013 Hitnotering: (week 9) 25-01-2014 | Hitnotering: (week 1 t/m 7) 10-09-2005 t/m 22-10-2005 Hitnotering: (week 8) 12-10-2013 Hitnotering: (week 9) 25-01-2014 | Hitnotering: (week 1 t/m 7) 10-09-2005 t/m 22-10-2005 Hitnotering: (week 8) 12-10-2013 Hitnotering: (week 9) 25-01-2014 | Hitnotering: (week 1 t/m 7) 10-09-2005 t/m 22-10-2005 Hitnotering: (week 8) 12-10-2013 Hitnotering: (week 9) 25-01-2014 | Hitnotering: (week 1 t/m 7) 10-09-2005 t/m 22-10-2005 Hitnotering: (week 8) 12-10-2013 Hitnotering: (week 9) 25-01-2014 | Hitnotering: (week 1 t/m 7) 10-09-2005 t/m 22-10-2005 Hitnotering: (week 8) 12-10-2013 Hitnotering: (week 9) 25-01-2014 | Hitnotering: (week 1 t/m 7) 10-09-2005 t/m 22-10-2005 Hitnotering: (week 8) 12-10-2013 Hitnotering: (week 9) 25-01-2014 | Hitnotering: (week 1 t/m 7) 10-09-2005 t/m 22-10-2005 Hitnotering: (week 8) 12-10-2013 Hitnotering: (week 9) 25-01-2014 | Hitnotering: (week 1 t/m 7) 10-09-2005 t/m 22-10-2005 Hitnotering: (week 8) 12-10-2013 Hitnotering: (week 9) 25-01-2014 |
| Week: | 1 | 2 | 3 | 4 | 5 | 6 | 7 | | 8 | | 9 | |
| --- | --- | --- | --- | --- | --- | --- | --- | --- | --- | --- | --- | --- |
| Positie: | 54 | 54 | 67 | 87 | 84 | 99 | 100 | uit | 66 | uit | 57 | uit |

### NederlandseMega Top 50
| Hitnotering: 27-08-2005 t/m 08-10-2005 | Hitnotering: 27-08-2005 t/m 08-10-2005 | Hitnotering: 27-08-2005 t/m 08-10-2005 | Hitnotering: 27-08-2005 t/m 08-10-2005 | Hitnotering: 27-08-2005 t/m 08-10-2005 | Hitnotering: 27-08-2005 t/m 08-10-2005 | Hitnotering: 27-08-2005 t/m 08-10-2005 | Hitnotering: 27-08-2005 t/m 08-10-2005 | Hitnotering: 27-08-2005 t/m 08-10-2005 | Hitnotering: 27-08-2005 t/m 08-10-2005 |
| Week:                                  | 1                                      | 2                                      | 3                                      | 4                                      | 5                                      | 6                                      | 7                                      |                                        |                                        |
| -------------------------------------- | -------------------------------------- | -------------------------------------- | -------------------------------------- | -------------------------------------- | -------------------------------------- | -------------------------------------- | -------------------------------------- | -------------------------------------- | -------------------------------------- |
| Positie:                               | 46                                     | 46                                     | 19                                     | 15                                     | 18                                     | 31                                     | 45                                     | uit                                    |                                        |

### NPO Radio 2 Top 2000
Hoewel de single niet verder reikte dan een notering in de Nederlandse Tipparade, bereikte het in de Top 2000 tussen 2015 en 2024 achtmaal de top 10 van de NPO Radio 2 Top 2000.

| Nummer met noteringen in de NPO Radio 2 Top 2000 | '09  | '10 | '11 | '12 | '13 | '14 | '15 | '16 | '17 | '18 | '19 | '20 | '21 | '22 | '23 | '24 |
| ------------------------------------------------ | ---- | --- | --- | --- | --- | --- | --- | --- | --- | --- | --- | --- | --- | --- | --- | --- |
| Fix You                                          | 1494 | 235 | 69  | 40  | 20  | 15  | 10  | 11  | 8   | 9   | 8   | 8   | 11  | 5   | 5   | 2   |

1. ↑  Een vetgedrukt getal geeft de hoogste notering aan.
2. ↑  2009 was het eerste jaar met een notering voor dit nummer.

### NPO Radio 5 Evergreen Top 1000
| Evergreen Top 1000 "Fix You" | Evergreen Top 1000 "Fix You" | Evergreen Top 1000 "Fix You" | Evergreen Top 1000 "Fix You" | Evergreen Top 1000 "Fix You" | Evergreen Top 1000 "Fix You" | Evergreen Top 1000 "Fix You" | Evergreen Top 1000 "Fix You" | Evergreen Top 1000 "Fix You" | Evergreen Top 1000 "Fix You" | Evergreen Top 1000 "Fix You" | Evergreen Top 1000 "Fix You" | Evergreen Top 1000 "Fix You" | Evergreen Top 1000 "Fix You" | Evergreen Top 1000 "Fix You" | Evergreen Top 1000 "Fix You" | Evergreen Top 1000 "Fix You" | Evergreen Top 1000 "Fix You" |
| Jaar                         | '08                          | '09                          | '10                          | '11                          | '12                          | '13                          | '14                          | '15                          | '16                          | '17                          | '18                          | '19                          | '20                          | '21                          | '22                          | '23                          | '24                          |
| ---------------------------- | ---------------------------- | ---------------------------- | ---------------------------- | ---------------------------- | ---------------------------- | ---------------------------- | ---------------------------- | ---------------------------- | ---------------------------- | ---------------------------- | ---------------------------- | ---------------------------- | ---------------------------- | ---------------------------- | ---------------------------- | ---------------------------- | ---------------------------- |
| Positie                      | -                            | -                            | -                            | -                            | -                            | -                            | -                            | -                            | -                            | -                            | -                            | -                            | -                            | -                            | 996                          | 110                          | 90                           |